# حقه‌باز دم‌دراز
حقه‌باز دم‌دراز فیلمی عروسکی و در ژانر کودکان به کارگردانی علیرضا محمودزاده و تهیه‌کنندگی داریوش بابائیان محصول سال ۱۳۹۵ است.

## خلاصه داستان
حقه‌باز دم‌دراز دربارهٔ عروسک‌های عمو پیرداد است که از خانه می‌گریزند و مشکلاتی را به وجود می‌آورند.

## بازیگران
- سحر ولدبیگی
- احمدرضا اسعدی
- مریم شاه ولی
- محمد مایلی
- مجید مختارپور
- ترنم کرمانیان
- پارسیا شکوری